# Гретхен Осгуд Уоррен и её дочь Рэйчел
«Миссис Фиск Уоррен (Гретхен Осгуд) и ее дочь Рэйчел» — картина Джона Сарджента, написанная в 1903 году маслом на холсте. На портрете изображены представительницы американской промышленной аристократии — Гретхен Осгуд Уоррен и ее дочь Рэйчел Уоррен. Размеры картины — 152,4 × 102,55 см. Она выставлена в Музее изящных искусств в Бостоне. Музей приобрел ее 13 мая 1964 года.
Маргарет Гретхен Осгуд Уоррен родилась в 1871 году в богатой семье в бостонском районе Бикон-Хилл. Не испытывая недостатка в средствах, музицировала и пела, появлялась на сцене перед публикой, сочиняла стихи. Она училась в Парижской консерватории по классу меццо-сопрано у Габриэля Форе. В 1891 году вышла замуж за Фиска Уоррена, из богатой семьи, занимавшейся производством бумаги.
В апреле 1903 года Фиск Уоррен заказал Сардженту изобразить Гретхен и их дочь. Последние позировали для портрета в Фенуэй-Корте, тогдашнем доме Изабеллы Стюарт Гарднер (чья огромная картинная галерея в том же году станет отдельным музеем).
На портрете Гретхен Уоррен сидит в кресле под ренессанс со своей дочерью Рэйчел Уоррен. Сарджент пытался имитировать аристократические позы, используя современный уверенный подход к мазкам.